# 上口 (三郷市)
上口（かみぐち）は、埼玉県三郷市の町名。現行行政地名は上口一丁目から三丁目および大字上口。郵便番号は341-0055。

## 地理
埼玉県の東部地域で、三郷市の西部、三郷ジャンクション周辺に位置する。八潮市との境界となっている西部の中川沿いに住宅が密集し、東部は田んぼが広がる。中央部には二郷半領用水が流れる。

### 河川
- 中川
- 第二大場川
- 二郷半領用水

## 沿革
かつては江戸期より存在した下総国葛飾郡二郷半領に属する上口村だった。正保年間（1645年〜1648年）までに番匠免村から分村して成立した。地内には中世からの岩付街道が通っていた。
- はじめは幕府領。以降変遷なし[4]。なお、検地は1695年（元禄8年）に実施。
- 1612年（慶長17年）に伊奈忠次により地内に二郷半領用水が開削される[5]。
- 寛永年間頃に武蔵国に編入された[4]。
- 幕末の時点では葛飾郡に属し、明治初年の『旧高旧領取調帳』の記載によると、代官・佐々井半十郎支配所が管轄する幕府領であった[6]。
- 1868年（慶応4年）6月19日 - 幕府領が武蔵知県事・山田政則（忍藩士）の管轄となる。
- 1869年（明治2年）1月13日 - 武蔵知県事・河瀬秀治の管轄区域に小菅県を設置、小菅県の管轄となる[7]。県庁は葛飾郡小菅村に置かれる。
- 1871年（明治4年）11月13日 - 第1次府県統合により埼玉県の管轄となる。
- 1879年（明治12年）3月17日 - 郡区町村編制法により成立した北葛飾郡に属す。郡役所は杉戸宿に設置。
- 1889年（明治22年）4月1日 - 町村制施行に伴ない、北葛飾郡彦成村、番匠免村、上口村、彦倉村、彦糸村、彦野村、彦江村、下彦川戸村、上彦川戸村、上彦名村、彦音村、彦沢村、花和田村、谷口村、采女新田が合併して彦成村が成立、上口村は彦成村の大字上口となる。
- 1956年（昭和31年）9月30日 - 彦成村が東和村、早稲田村と合併し三郷村が成立。三郷村の大字となる。
- 1964年（昭和39年）10月1日 - 三郷村が町制施行し、三郷町の大字となる。
- 1972年（昭和47年）5月3日 - 三郷町が市制施行し、三郷市の大字となる。
- 1976年（昭和51年）1月6日 - 大字上口の大部分、大字彦倉の一部、大字番匠免の一部から上口一丁目〜三丁目が成立[8]。地番変更未実施の部分が現在も大字上口として残っている。また、大字上口の一部が番匠免一丁目〜三丁目[9]、泉[8]の各一部となる。
- 2015年（平成27年）5月16日 - 上口の一部から泉3丁目が成立。上口東側の大部分が削られた。

## 世帯数と人口
2017年（平成29年）10月1日現在の世帯数と人口は以下の通りである。
| 丁目・大字       | 世帯数  | 人口    |
| ---------------- | ------- | ------- |
| 上口一丁目・上口 | 417世帯 | 1,011人 |

## 小・中学校の学区
市立小・中学校に通う場合、学区（校区）は以下の通りとなる。
| 大字・丁目 | 番地 | 小学校             | 中学校           |
| ---------- | ---- | ------------------ | ---------------- |
| 上口       | 全域 | 三郷市立幸房小学校 | 三郷市立北中学校 |
| 上口一丁目 | 全域 | 三郷市立彦成小学校 | 三郷市立北中学校 |
| 上口二丁目 | 全域 | 三郷市立彦成小学校 | 三郷市立北中学校 |
| 上口三丁目 | 全域 | 三郷市立幸房小学校 | 三郷市立北中学校 |

## 交通

### 鉄道
- 地内に鉄道は敷設されていない。最寄り駅は武蔵野線三郷駅となる。

### 道路
- 東京外環自動車道
  - 外環三郷西インターチェンジ
- 常磐自動車道
- 国道298号
- 東京都道・埼玉県道67号葛飾吉川松伏線

## 施設
- 番匠免運動公園（一部）
- 三郷彦成郵便局
- 三郷市立上口保育所
- 上口集会所
- 東光院
- 善照寺
- 上口香取神社
- 上口天満宮
- 上口公園